# 帕里斯維爾 (密歇根州)
帕里斯維爾（英語：Parisville）是位於美國密歇根州休倫縣帕里斯鎮區的一個非建制地區。

## 地理
帕里斯維爾所處的海拔為高於海平面242米（即794英呎），而該地所採用的時區為UTC-5，即北美东部時區（EST）。同時該地設有夏令時間，為UTC-5調快一小時，即UTC-4（EDT）。